# クリーン・インディア政策
クリーン・インディア政策 (クリーン・インディアせいさく) はインドから屋外排泄を根絶し、インドの衛生状態を改善するために2014年10月2日にインド政府によって開始された全国的な政策である。

## 概要
インドではトイレがない家庭が多く特に農村部では屋外排泄率が高かったがこの現状を変えるためインド政府によって開始された。当初はトイレの建設を通じてマハトマ・ガンジー生誕150周年である2019年10月2日までに「屋外排泄のない」インドを達成することを目的としていた。この時代に推定9,000万のトイレが建設された。ミッションの第1段階の目的には、手作業による清掃の根絶、衛生習慣に関する意識の醸成と行動変容の実現、地域レベルでの能力の強化も含まれていた。

## 現状
世界銀行によるとインドの2022年の屋外排泄率は約11.1％となっており、近年は1年ごとに大幅に減少中であるが、世界平均の2022年の屋外排泄率は約5.4%となっており、インドは世界平均の約2倍となっている (国別だとニジェールの2022年の屋外排泄率が世界最多で約65.0％である) 。